# Campeonato Uruguayo de Primera División 1918
El Campeonato Uruguayo 1918 constituyó el 18.º torneo de primera división del fútbol uruguayo organizado por la AUF.
El torneo consistió en un campeonato a dos ruedas de todos contra todos. En él participaron 10 equipos, entre los cuales saldría victorioso el Club Atlético Peñarol, obteniendo de este modo el primer campeonato bajo su denominación actual y el sexto si se lo considera como sucesor del CURCC.
En la parte baja de la tabla descendió a Intermedia el recién ascendido Misiones Football Club por obtener la menor cantidad de puntos.
El campeonato de 1918 es recordado también por el suicidio del futbolista Abdón Porte en la madrugada del 5 de marzo en el campo de juego del Parque Central.después de perder su titularidad en el Club Nacional de Football.

## Equipos participantes

### Relevos temporada anterior
| Club     | Ascendido como   |
| -------- | ---------------- |
| Misiones | Segunda División |

| Club     | Descendido como              |
| -------- | ---------------------------- |
| Defensor | 10° Campeonato Uruguayo 1917 |

### Datos de los equipos
| Club                 | Ciudad     | Estadio             | Capacidad | Fundación                | Temporadas | Temporadas Consecutivas | Títulos | 1917 |
| -------------------- | ---------- | ------------------- | --------- | ------------------------ | ---------- | ----------------------- | ------- | ---- |
| Central              | Montevideo |                     |           | 5 de enero de 1905       | 9          | 9                       | -       | 7°   |
| Charley              | Montevideo |                     |           |                          | 1          | 1                       | -       | 8°   |
| Dublin               | Montevideo |                     |           |                          | 7          | 2                       | -       | 6°   |
| Misiones             | Montevideo |                     |           | 26 de mayo de 1906       | -          | -                       | -       | -    |
| Nacional             | Montevideo | Gran Parque Central | 15.000    | 14 de mayo de 1899       | 16         | 16                      | 6       | 1°   |
| Peñarol              | Montevideo | Las Acacias         | 7.000     | 28 de septiembre de 1891 | 17         | 17                      | 5       | 2°   |
| Reformers            | Montevideo |                     |           |                          | 5          | 5                       | -       | 9°   |
| River Plate          | Montevideo | Camino Millán       |           | 1897                     | 11         | 11                      | 4       | 5°   |
| Universal            | Montevideo | Field de Universal  |           |                          | 6          | 6                       | -       | 3°   |
| Montevideo Wanderers | Montevideo | Belvedere           | 7.780     | 15 de agosto de 1902     | 14         | 14                      | 2       | 4°   |

Notas: Los datos estadísticos corresponden a los campeonatos uruguayos oficiales. Las fechas de fundación son las declaradas por cada club. La columna «Estadio» refleja el estadio donde el equipo más veces juega de local, pero no indica que sea su propietario. Véase también: Estadios de fútbol de Uruguay.

## Tabla de posiciones
|  | Pos. | Equipos              |  | PJ | PG | PE | PP | GF | GC | Dif. | Pts. |
|  | ---- | -------------------- |  | -- | -- | -- | -- | -- | -- | ---- | ---- |
|  | 1    | Peñarol              |  | 18 | 15 | 2  | 1  | 43 | 5  | +38  | 32   |
|  | 2    | Nacional             |  | 18 | 14 | 2  | 2  | 52 | 9  | +43  | 30   |
|  | 3    | Universal            |  | 18 | 8  | 7  | 3  | 25 | 16 | +9   | 23   |
|  | 4    | Dublin               |  | 18 | 9  | 3  | 6  | 31 | 22 | +9   | 21   |
|  | 5    | Montevideo Wanderers |  | 18 | 9  | 1  | 8  | 25 | 21 | +4   | 19   |
|  | 6    | Reformers            |  | 18 | 5  | 6  | 7  | 9  | 22 | -13  | 16   |
|  | 7    | Central              |  | 18 | 4  | 6  | 8  | 13 | 21 | -8   | 14   |
|  | 8    | River Plate F. C.    |  | 18 | 4  | 6  | 8  | 16 | 40 | -24  | 14   |
|  | 9    | Charley              |  | 18 | 2  | 4  | 12 | 11 | 37 | -26  | 8    |
|  | 10   | Misiones             |  | 18 | 0  | 3  | 15 | 5  | 37 | -32  | 3    |

|  | Campeón uruguayo. |
|  | Desciende.        |

|                                           |
| Uruguay                                   |
| Campeón Uruguayo 1918 Peñarol 6.to título |

### Equipos clasificados

#### Copa Aldao 1918
|   | Equipo  | Clasificación como                   |
| - | ------- | ------------------------------------ |
| 1 | Peñarol | Campeón del Campeonato Uruguayo 1918 |